# Diacyclops stygius
Diacyclops stygius is een eenoogkreeftjessoort uit de familie van de Cyclopidae. De wetenschappelijke naam van de soort is voor het eerst geldig gepubliceerd in 1924 door Chappuis.